# Ciemna (dopływ Ołoboku)
Ciemna – struga, lewy dopływ Ołoboku, płynąca przez Wysoczyznę Kaliską.
Ciemna ma połączenie z rzeką Trzemną, a granica zlewni według Zakładu Hydrografii i Morfologii Koryt Rzecznych IMGW znajduje się przy zachodniej części wsi Kurów, na północ od wsi Kościuszków. Stąd Ciemna płynie w kierunku południowym przy oczyszczalni ścieków. Dalej na południe przed Skalmierzycami skręca w kierunku południowo-wschodnim. Potem przepływa pod drogą krajową nr 25 i przez Skalmierzyce pod ulicą Ostrowską, linią kolejową nr 4 i ul. Dąbkową. Następnie Ciemna płynie na południe przez wieś Kowalew. Później na zalesionym obszarze przed wsią Psary poprzez utworzenie zapór tworzone są przepływowe stawy rybne na Ciemnej. Ze stawów wody Ciemnej płyną dalej na południe i uchodzą do Ołoboku na wschód od Psar.